# Chlapci a chlapi
Chlapci a chlapi je jedenáctidílný televizní seriál ČST z roku 1988 režiséra Evžena Sokolovského. Děj pojednává o vojácích motostřeleckého útvaru od jejich nastoupení k jednotce až po skončení prvního roku základní vojenské služby. Seriál vznikl na režimní objednávku jako propagandistické dílo s účelem zlepšit obraz Československé lidové armády, zejména v očích branců. Seriál byl přesto několikrát vysílán i po revoluci, když ho zreprízovaly české komerční televizní stanice TV Nova či Prima.
Děj seriálu je situován převážně do kasáren ve fiktivním maloměstě Hrádek v Čechách (natáčelo se v Prachaticích ve městě a v Nových kasárnách, ve Vojenském újezdu Boletice, v Lešanech a Kladně). Další scény se natáčely v Praze, Příbrami, Doľanech u Bratislavy, dále v Neznašovech nebo i jinde.
Scénář seriálu byl zpracován i jako beletrie, vydaná roku 1989 nakladatelstvím Naše vojsko a ilustrovaná fotografiemi televizních záběrů.

## Obsazení

### Hlavní role
- Tomáš Soukup (Martin Zounar) je soustružník, který během celého trvání vojenské služby prožívá strasti ohledně svého romantického vztahu s čerstvou maturantkou Hankou Voseckou (Eva Vejmělková). Hanka s Tomášem otěhotní, což nelibě nese její matka Marie (Milena Dvorská), která chce, aby Hanka šla na potrat a mohla tak nastoupit ke studiu na vysoké škole. To milenci odmítnou, rozhodnou se vzít se a nějak se o dítě postarat, za podpory rodičů Soukupových (otce hraje Miroslav Zounar, skutečný otec Tomášova představitele). Na útvaru Tomáš figuruje jako až „dušínovsky“ kladný hrdina, vynikající smyslem pro čest, spravedlnost a nezištnou obětavost. Nakonec se rozhodne stát se vojákem z povolání.
- Michal Hlaváček (Mário Kubec) je bývalý kriminálník, boxer a vyhazovač z nočního klubu, kde byl za pomoci vydírání donucen číšníkem Klabanem (Jiří Krampol) a kuchařem Krausem (František Švihlík), aby během základní vojenské služby ukradl samopal, který by poté využili k přechodu státních hranic do Německa. Michal na tom začne pracovat, ale pak si celou věc rozmyslí a odmítne zbraň ukrást, načež je svojí milenkou Editou (Kateřina Lojdová) vylákán do lesa, kde ho Klaban s Krausem nechají přesilou zmlátit. Mezi vojáky Michal vyniká silou, střelbou a jako dobrý kumpán s poněkud nevybíravým humorem.
- Ctibor Voříšek (Vladimír Javorský) je plachý opravář televizorů, který si vyslouží přezdívku „Kyslík“ pro svou chabou fyzickou kondici. Na vojně nestačí na ostatní, je nešťastný a jeho pečovatelská matka (Zdena Hadrbolcová) mu marně slibuje předčasné ukončení vojny díky svým konexím. Ctiborových slabin brzy využije služebně starší „mazák“, svobodník Hasman (Roman Hájek), který ho začne šikanovat. To je nakonec odhaleno por. Bílkem a Hasman je obžalován vojenským prokurátorem a poté odsouzen k trestu 3,5 roku vězení. Ctibor se mezitím sblíží s knihovnicí Annou (Michaela Dolinová), se kterou se nakonec rozhodne se oženit, přestože ona je svobodná matka.
- Vlado Rutkay (Boris Slivka) je horkokrevný, žárlivý, ale čestný a kamarádský traktorista ze slovenské vesnice, kde zanechal těhotnou manželku Máriu (Petra Vančíková). Ta ale potratí, s čímž se oba složitě vyrovnávají a způsobí to mezi nimi partnerskou krizi. Vlado, i pod vlivem svého bratra Števa (Peter Marcin), podezírá Máriu z nevěry s místním lékařem, což vede málem k jejich rozchodu, ale nakonec se mladí manželé udobří. Na útvaru působí Vlado jako řidič a frontman hudební skupiny založené por. Bílkem, která se účastní vojenské soutěže.
- Honza Bradáč (Jiří Kopta) je vyučený řezník, který posléze slouží jako vojenský kuchař. Z civilního života si přinesl přezdívku „Guláš“, která se ujme i mezi vojáky. Honza je dobrosrdečný a stále se snaží najít si přítelkyni. Nejprve je bláznivě zamilován do místní kadeřnice Marušky, která ho stále odmítá kvůli jeho nadváze. Honza se snaží zhubnout, ale později pozná její kolegyni Danu, které se Honza líbí a nakonec se dají dohromady spolu.
- nadporučík Jiří Ráž (František Kreuzmann) je velitel roty. Jeho otec (Josef Bláha) byl rovněž důstojníkem armády, a tak je i jeho syn voják tělem i duší. Je spravedlivý, ale důrazný a ostrý jak k sobě, tak k mužstvu. Je ženatý s překladatelkou Martou (Ivana Andrlová), se kterou má syna Martina (Bohumil Švarc mladší). Jejich manželství je však pro Jiřího oddanost práci na útvaru a neustálé odloučenosti v permanentní krizi, což se odráží i na Rážově náladě směrem k podřízeným. V závěru seriálu vykoná npor. Ráž hrdinský čin, když dá všanc vlastní život, aby zachránil z hořícího srubu malého chlapce.
- poručík Milan Bílek (Kamil Halbich) je čerstvý absolvent důstojnické školy, který nastoupí k rotě jako politický pracovník a zástupce npor. Ráže. Je až idealisticky poctivý, odmítá krýt prohřešky i za cenu horšího hodnocení celé roty. Postrádá velitelské vystupování, ale je daleko více empatický ke svým podřízeným než Ráž a snaží se ke stejnému přístupu přimět i jeho. Jejich odlišné povahy zpočátku mezi nimi působí rozbroje, ale postupně spolu začnou vycházet, když si uvědomí, že mají společný cíl.

### Vedlejší role
- vojín Julek (Marcel Rošetzký)
- vojín Paľo Marušiak (Peter Pilz)
- svobodník Klouček (Petr Rychlý) – voják druhého ročníku základní vojenské služby, který slouží jako velitel družstva. Je kamarádský a výřečný.
- svobodník Jan Hasman (Roman Hájek) – další „mazák“, nejzápornější postava mezi vojáky. Je násilnický, podlý a zbabělý. Terorizuje vojína Voříška a pokusí se znásilnit prodavačku Venuši, v čemž mu zabrání vojín Hlaváček. Nakonec je v díle Samopal za šikanu odsouzen na 3,5 roku vězení.
- svobodník Machálek (Svatopluk Schuller)
- poručík Baláš (Jiří Rumpík) – tělovýchovný náčelník, sportovec a sukničkář. Všechen svůj elán věnuje přípravě mužstva na spartakiádu.
- kapitán Šiška (Ivan Vyskočil) – velitel praporu, přímý nadřízený npor. Ráže
- podplukovník Mareš (Jiří Štěpnička) – velitel pluku, vyšší nadřízený npor. Ráže
- podplukovník Danko (Michal Dočolomanský)
- podplukovník Richter (Václav Mareš)
- Eda Janouch (Ladislav Županič) – starší kolega a kamarád Tomáše Soukupa z dílny. Tomáš si často chodí k němu a jeho ženě Jiřině (Eva Čížkovská) pro rady v osobním životě.
- Ing. Luděk Souček (Rostislav Kuba) – basketbalový trenér Hanky Vosecké. Tomáš na něj (oprávněně) žárlí, a když je na silvestra přistihne tančit spolu na zábavě, načas se s Hankou rozhádá.
- Hanka Vosecká (Eva Vejmělková) – přítelkyně Tomáše Soukupa
- Marie Vosecká (Milena Dvorská) – matka Hanky. Neskrývá svůj nesouhlas s jejím vztahem s Tomášem, který v jejích očích není dostatečně na úrovni.
- Ing. Karel Vosecký (Antonín Hardt) – otec Hanky
- paní Bradáčová (Míla Myslíková) – matka Honzy „Guláše“
- pan Bradáč (Bronislav Poloczek) – otec Honzy „Guláše“
- Števo Rutkay (Peter Marcin) – Vladův bratr, který ho upozorňuje na „podezřelé“ styky jeho ženy s jejím lékařem
- Klaban (Jiří Krampol) – bývalý Hlaváčkův kolega, který ho vydírá
- Marta Rážová (Ivana Andrlová) – manželka Jiřího Ráže, která žije s jejich synem u své matky (Jaroslava Adamová) v Praze, odkud se z kariérních důvodů nechce odstěhovat
- pan Ráž starší (Josef Bláha) – otec npor. Ráže, důstojník ve výslužbě
- Anna Březinová (Michaela Dolinová) – pracovnice útvarové knihovny a svobodná matka, s níž se sblíží vojín Voříšek
- Venuše Lostáková (Jitka Asterová) – prodavačka v kantýně a amatérská zpěvačka, která vystupuje s kapelou por. Bílka
- Zuzana (Monika Žáková) – přítelkyně por. Baláše, učitelka ve školce a pionýrská vedoucí; stane se pokušením npor. Ráže k nevěře
- Lenka (Sabina Laurinová) – dívka, se kterou se během pobytu v Praze zaplete voj. Hlaváček

### V dalších rolích
Eva Daňková, Jana Drbohlavová, Petr Drozda, Jan Faltýnek, Richard Genzer, Libuše Havelková, Vladimír Hrabánek, Libor Hruška, Stanislava Jachnická, Rudolf Jelínek, Tomáš Juřička, Martin Kolár, Ladislav Lahoda, Josef Langmiler, Ondřej Malý, Viktor Maurer, Antonín Molčík, Jaroslav Moučka, Mirko Musil, Ivo Niederle, Zdeněk Ornest, Zdeněk Podhůrský, Simona Postlerová, David Prachař, Lída Roubíková, Vladimír Salač, Jakub Špalek, Bohumil Švarc mladší, Jan Teplý, Libor Terš, Věra Tichánková, Ingrid Timková, Bohdan Tůma, Jiří Valšuba, Viktor Vrabec, Vlastimil Zavřel

## Seznam dílů
| Č. v seriálu | Č. v řadě | Název dílu            | Režie            | Datum premiéry    | Prod. kód |
| ------------ | --------- | --------------------- | ---------------- | ----------------- | --------- |
| 1            | 1         | Povolanci             | Evžen Sokolovský | 2. října 1988     | 1-01      |
| 2            | 2         | Od budíčku do večerky | Evžen Sokolovský | 7. října 1988     | 1-02      |
| 3            | 3         | Tak přísaháme         | Evžen Sokolovský | 9. října 1988     | 1-03      |
| 4            | 4         | Nový poručík          | Evžen Sokolovský | 14. října 1988    | 1-04      |
| 5            | 5         | Zelené Vánoce         | Evžen Sokolovský | 16. října 1988    | 1-05      |
| 6            | 6         | Supermazák            | Evžen Sokolovský | 21. října 1988    | 1-06      |
| 7            | 7         | Zimní zkoušky         | Evžen Sokolovský | 23. října 1988    | 1-07      |
| 8            | 8         | Samopal               | Evžen Sokolovský | 26. října 1988    | 1-08      |
| 9            | 9         | Trápení               | Evžen Sokolovský | 30. října 1988    | 1-09      |
| 10           | 10        | Řádná dovolená        | Evžen Sokolovský | 2. listopadu 1988 | 1-10      |
| 11           | 11        | Prověrky              | Evžen Sokolovský | 4. listopadu 1988 | 1-11      |